# زالائگرسگ
شهر زالائگرسگ (به مجاری: Zalaegerszeg) مرکز استان زالا در کشور مجارستان واقع شده‌است. جمعیت این شهر ۶۱٫۸۹۸ نفر است.